# Verpa digitaliformis
Verpa digitaliformis Christian Hendrik Persoon, 1822),  din încrengătura Ascomycota în familia Morchellaceae și de genul Verpa, este o ciupercă comestibilă saprofită. Această specie nu prea rară este denumită în popor verpă pitică, fiind în mod predominant locuitoare de soluri argiloase. Buretele se dezvoltă în România, Basarabia și Bucovina de Nord deja de la începutul lui aprilie până în mai (iunie), crescând solitar sau în grupuri în poieni de foioase, zăvoaie, la margini de pădure, pe maluri de gârle prin parcuri și grădini, pe lângă frasini,  mesteceni și plopi tremurători, dar de asemenea pe mulci.

## Taxonomie

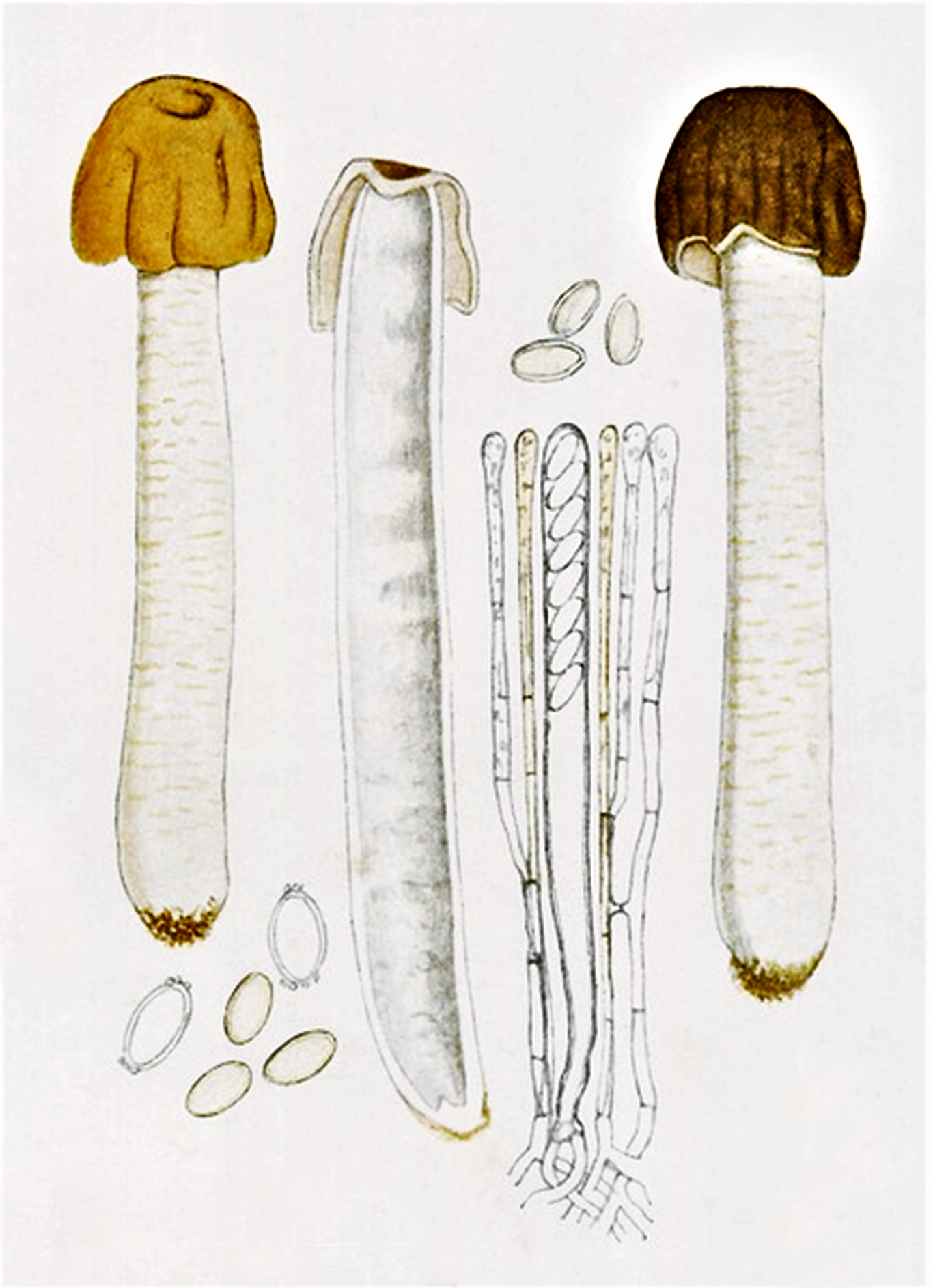
Bres.: Verpa digitaliformis

Specia a fost descrisă pentru prima dată sub denumirea Verpa digitaliformis de marele savant suedez Christian Hendrik Persoon în volumul 1 al lucrării sale Mycologia Europaea din 1822. Numele generic și epitetul au rămas valabili până astăzi (2018).
Singurul alt taxon a fost propus de micologul german Otto Kuntze în volumul 3 al operei sale Revisio generum plantarum:vascularium omnium atque cellularium multarum secundum leges nomenclaturae internationales cum enumeratione plantarum exoticarum in itinere mundi collectarum din 1898, fiind acceptat sinonim dar nu uzat în prezent și poate fi astfel, ca și diferite variații create, neglijat.
Această specie nu prezintă diferențe mari față de Verpa conica. Prin urmare, ciuperca a fost privită de mulți autori ca fiind con-specifică. Dar s-a dovedit, cä este un soi de sine stätätor.

## Descriere
- Corpul fructifer: are o înălțime de 3-12 cm și un diametru de 1-1,5 cm, în formă de degetar. El are o suprafață adesea neregulată, ușor zbârcită longitudinal, la maturitate adesea cu cute, întortocheturi care îl fac să semene cu un creier. Coloritul este tânăr maroniu deschis, apoi repede brun-roșcat, asemănător unei curmale. Pălăria este fuzionată cu piciorul numai în vârf.
- Piciorul: este lung cu o înălțime de 6-12 și o grosime de 1-2 cm, este cilindric îngustându-se înspre partea superioară, destul de rezistent, adesea ceva îndoit, brumat fin cleios, gol în interior cu o singură cavitate, fiind de culoare albicioasă până crem-gălbuie. Nu prezintă un inel.
- Carnea: este albicioasă, ceroasă și fragilă, având un miros ca de ciuperci până ușor spermatic și volatil precum un gust dulcișor, foarte plăcut.
- Caracteristici microscopice: are spori așezați în ascii mereu 8, sunt elipsoidali-fusiformi, netezi, hialini (translucizi) cu o mărime de 25-33 x 15-19 microni. Pulberea lor est albicioasă.[3][4]

## Confuzii
Verpa digitaliformis poate fi confundată în primul rând cu alte specii ale acestui gen de ciuperci comestibile, cum sunt Verpa agaricoides, Verpa atro-alba, Verpa bohemica, Verpa conica Verpa fulvo-cincta, Verpa grisea sau Verpa krombholzii sau Verpa bohemica. Acest soi este de confundat pentru începători și de exemplu cu exemplare tinere sau mai mici ale savuroaselor Morchella conica, Morchella elata ori Morchella semilibera, dar de asemenea cu cel al letalei Gyromitra esculenta.

## Specii asemănătoare

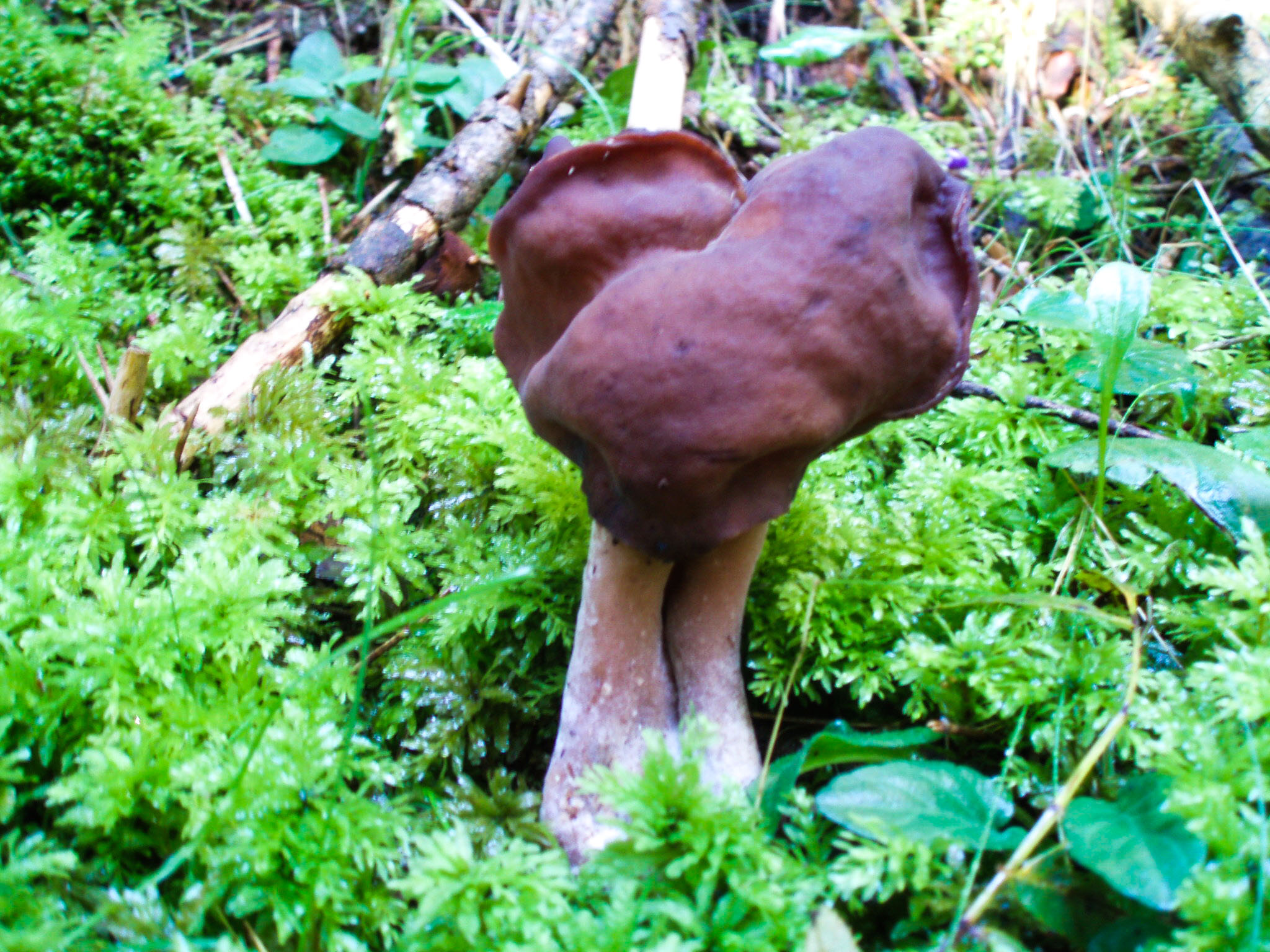
Gyromitra esculenta
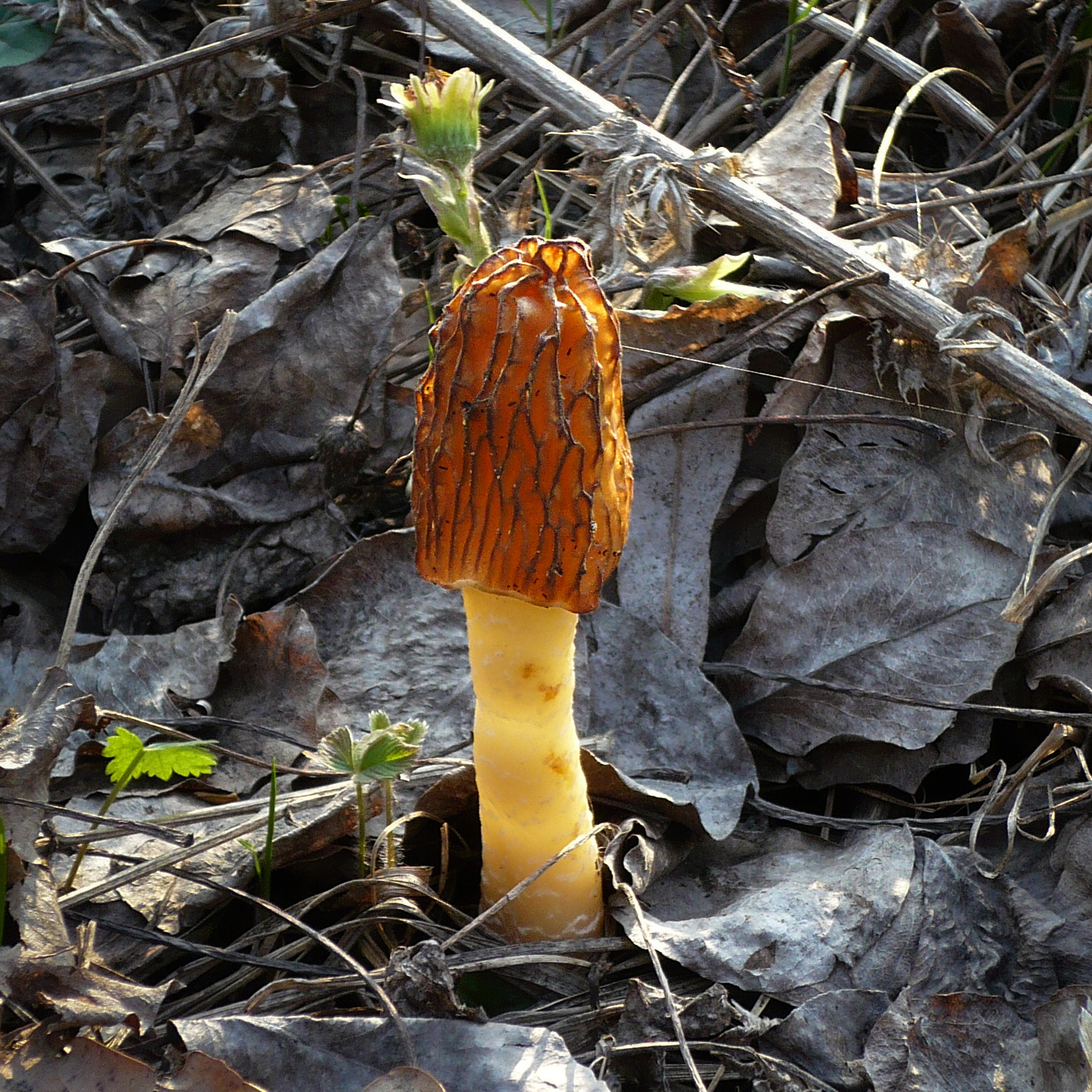
Morchella conica
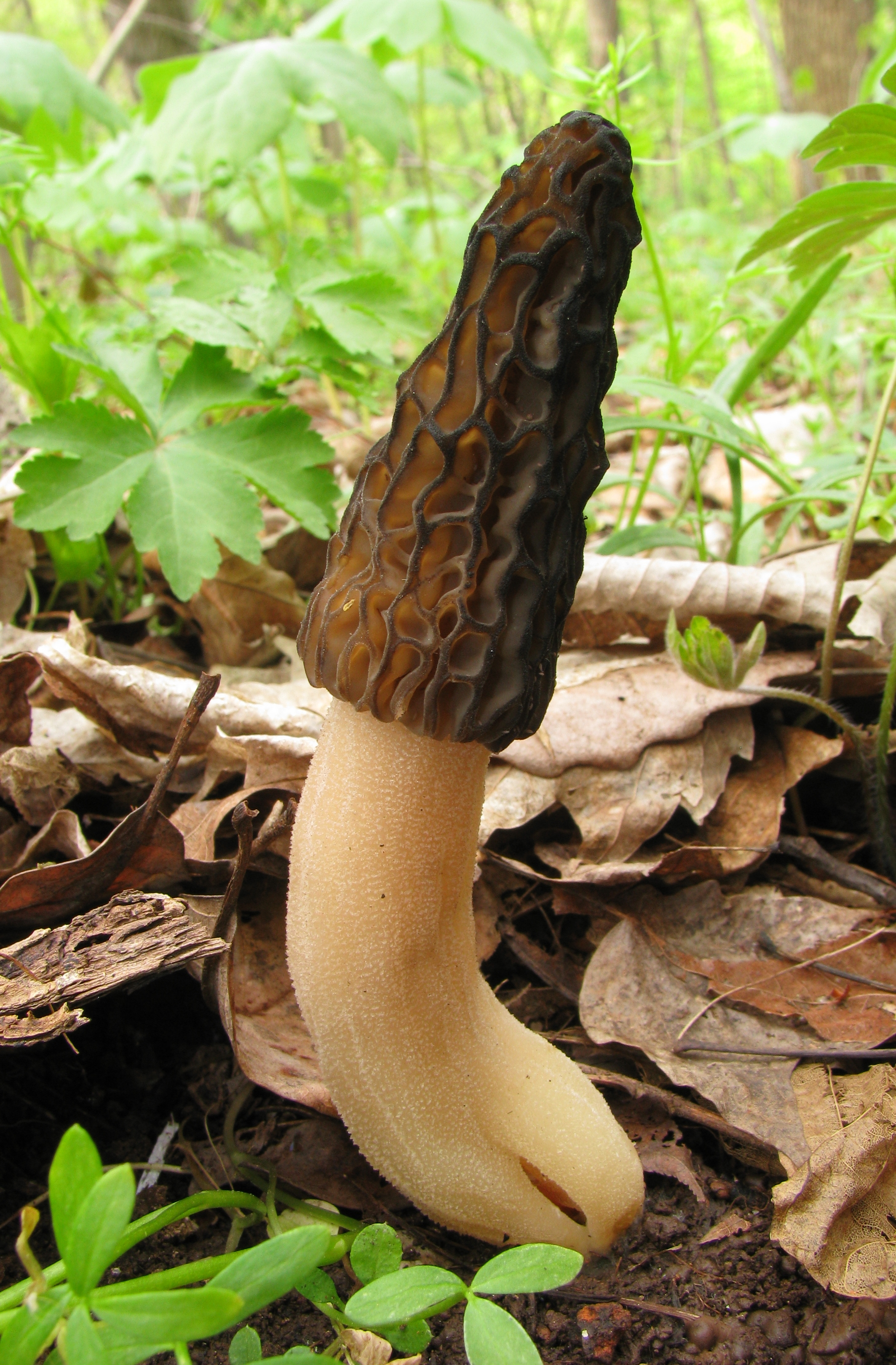
Morchella elata
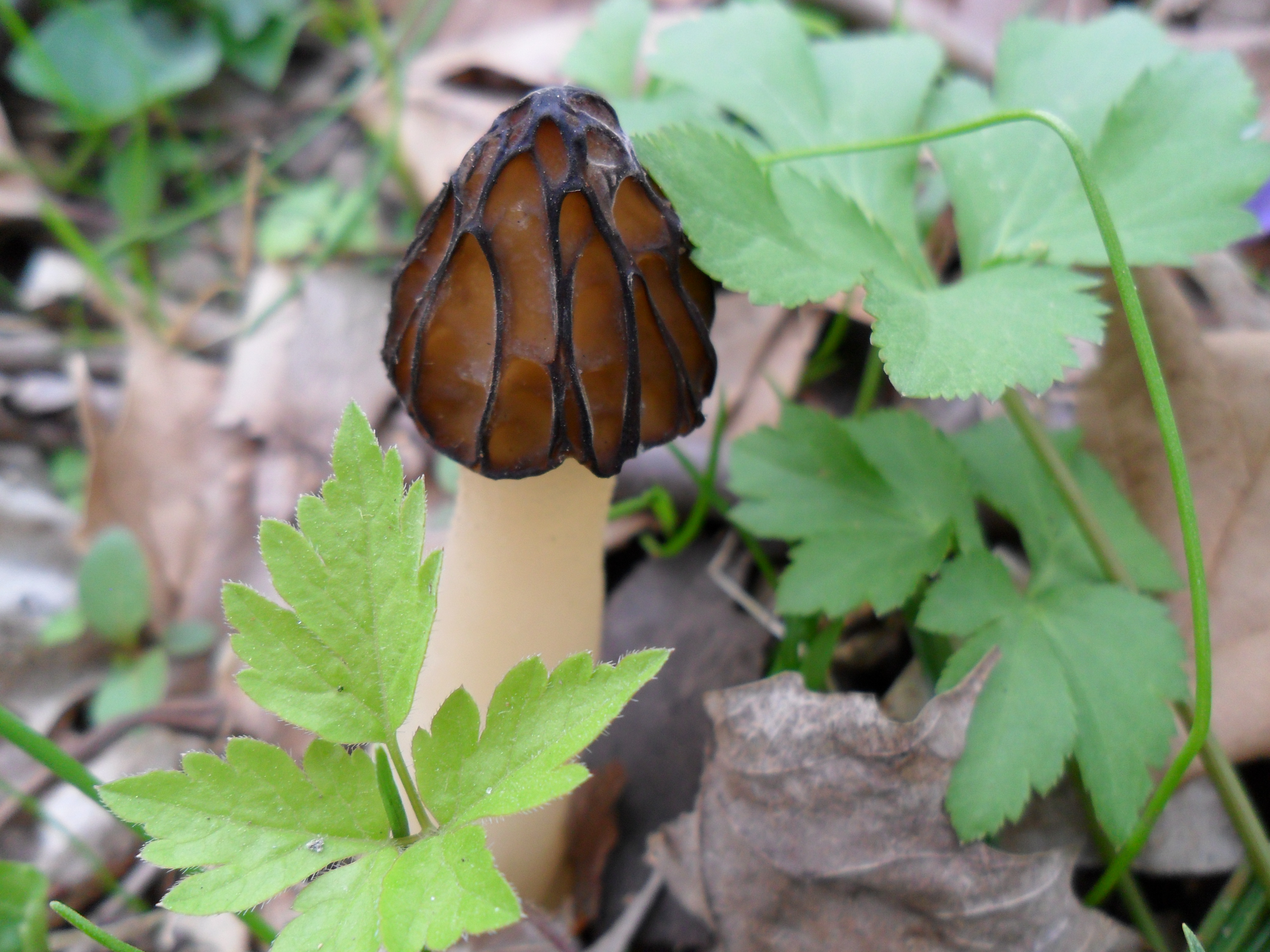
Morchella semilibera
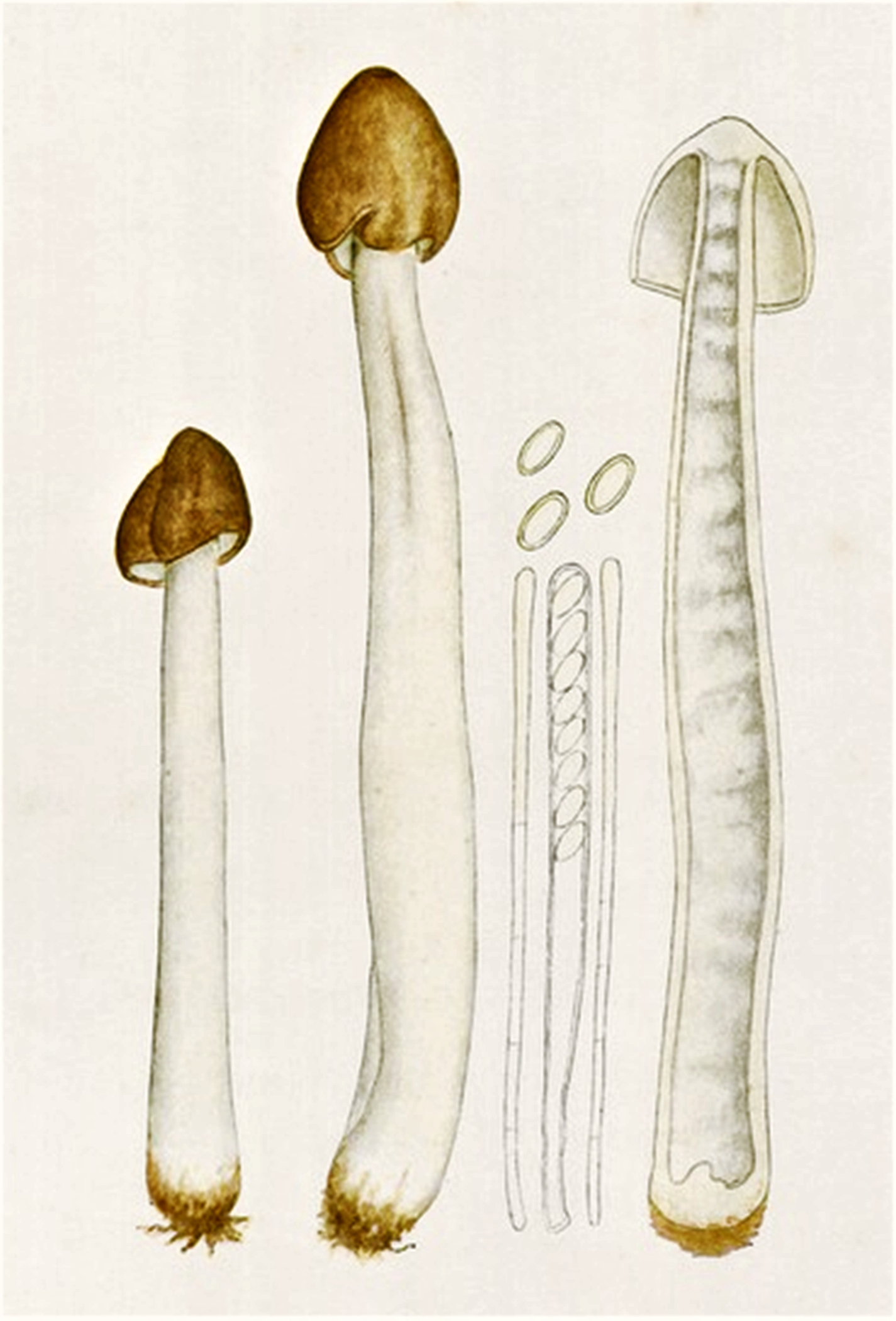
Verpa agaricoides
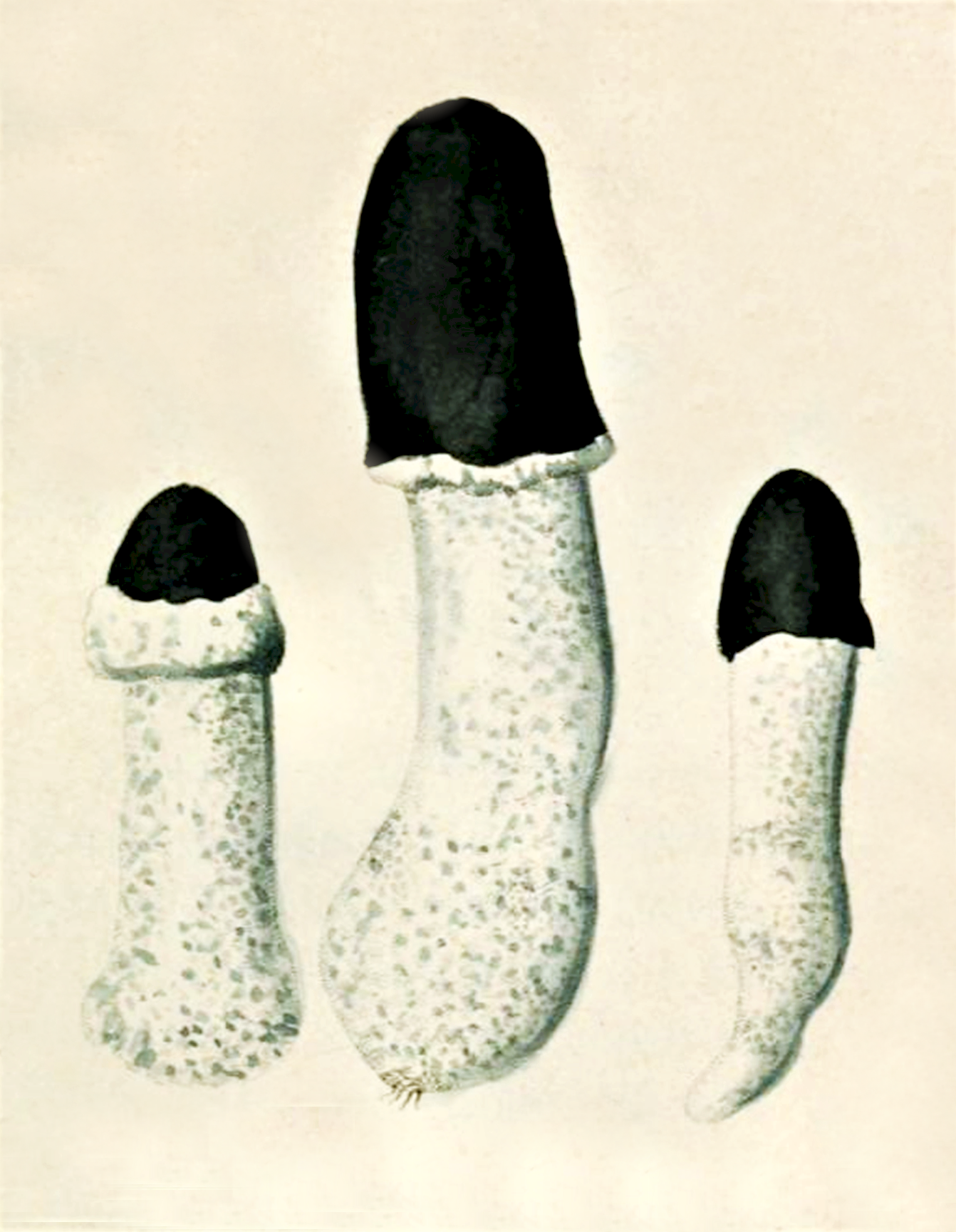
Verpa atro-alba
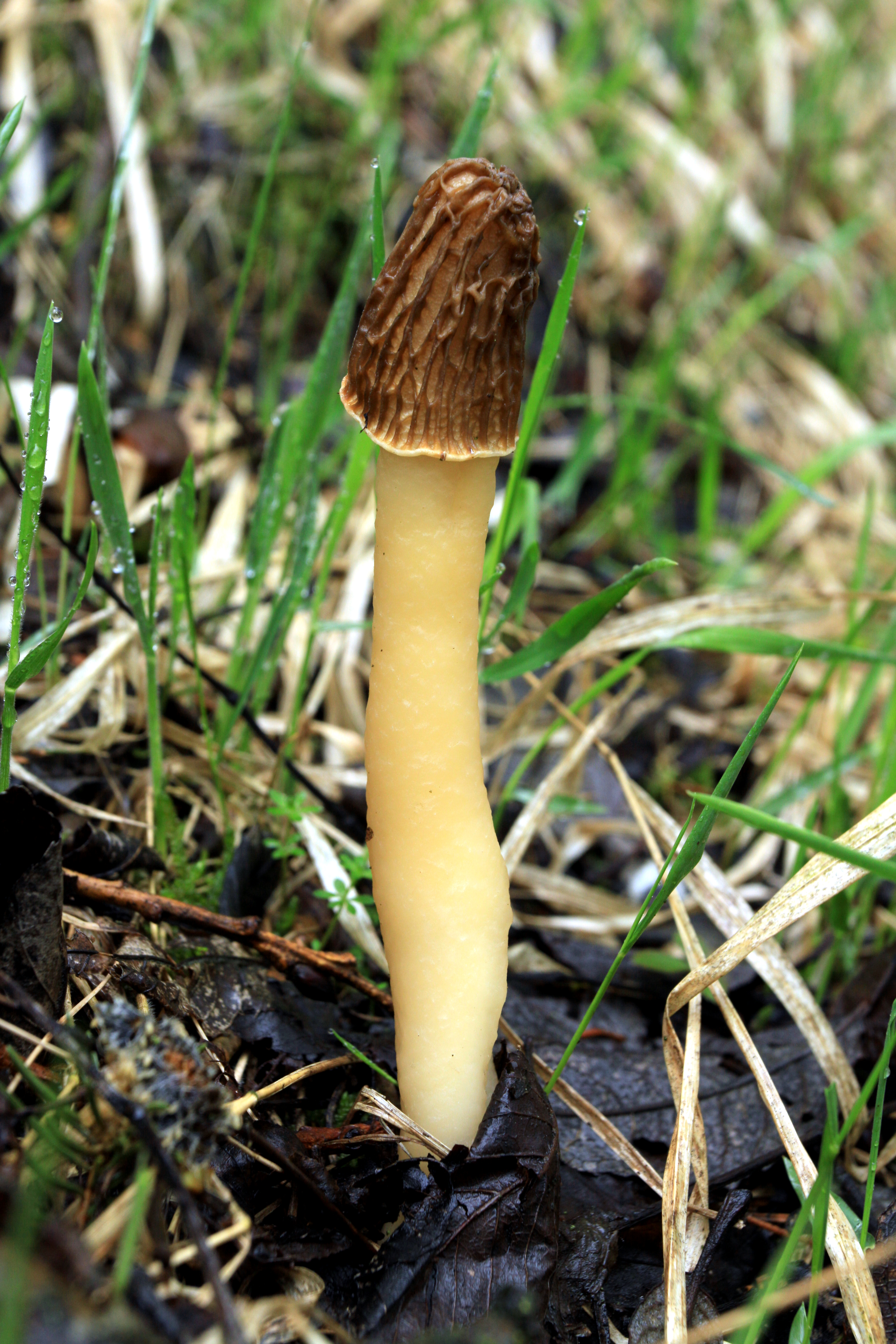
Verpa bohemica

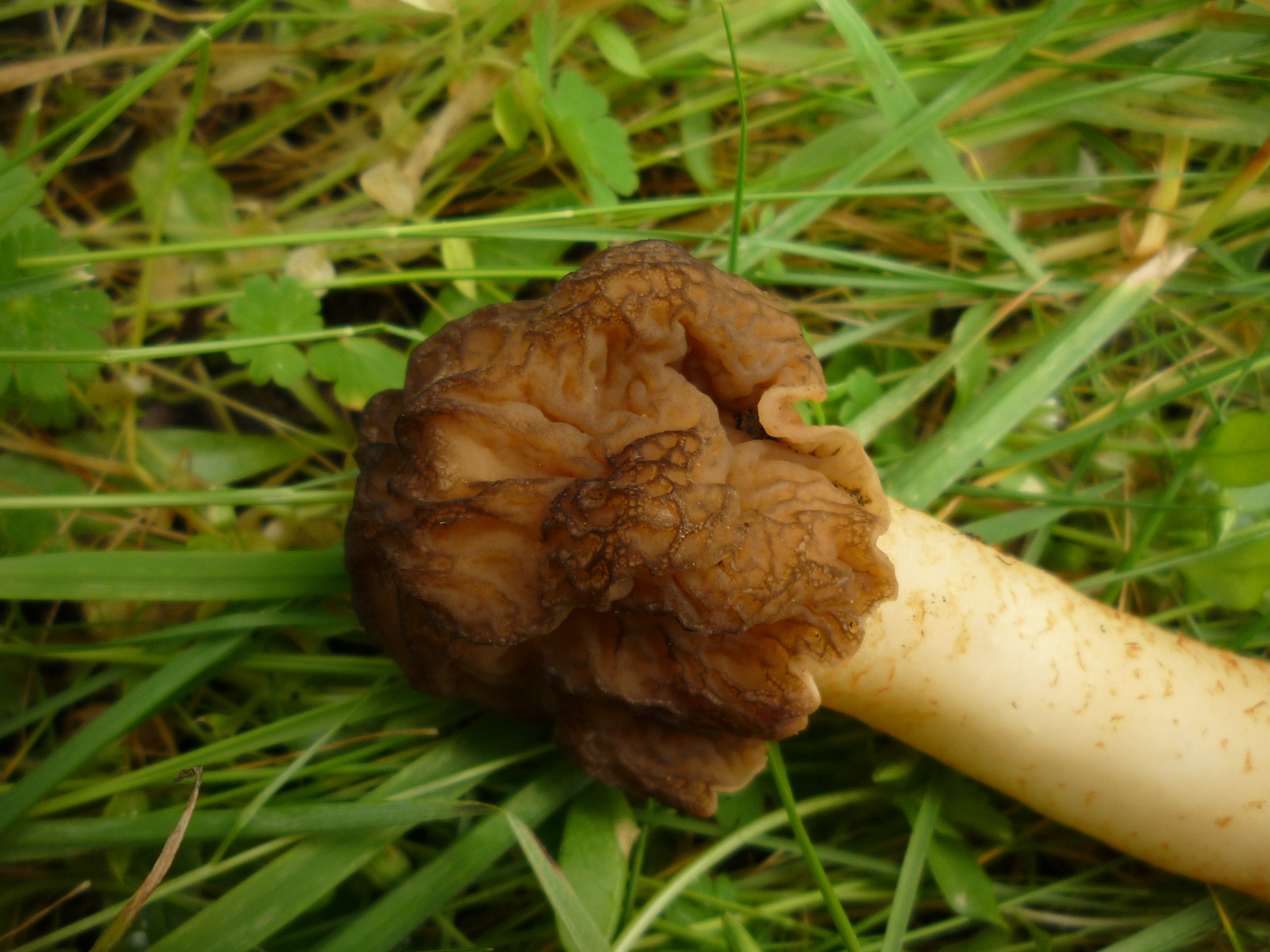
Verpa conica
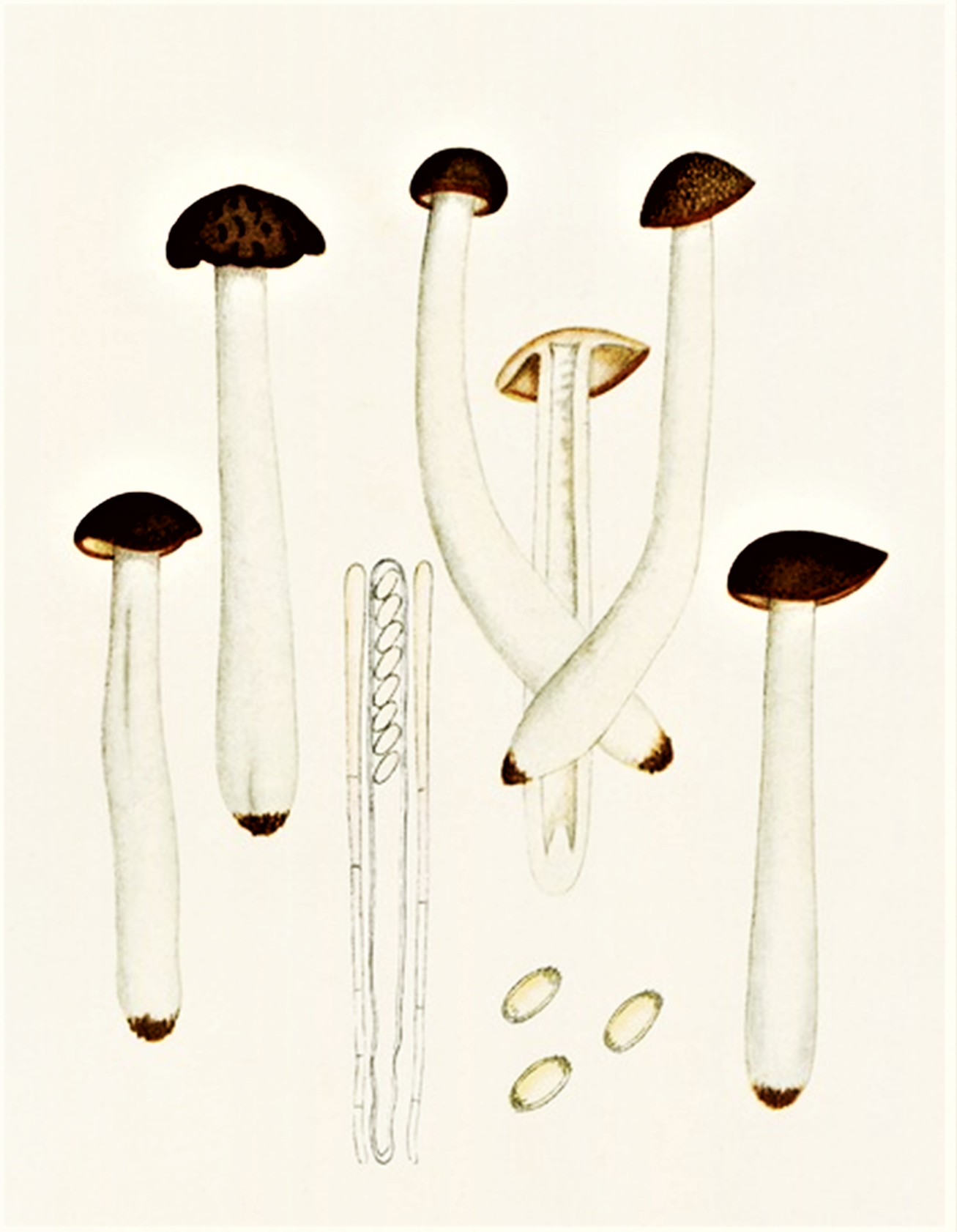
Verpa fulvo-cincta
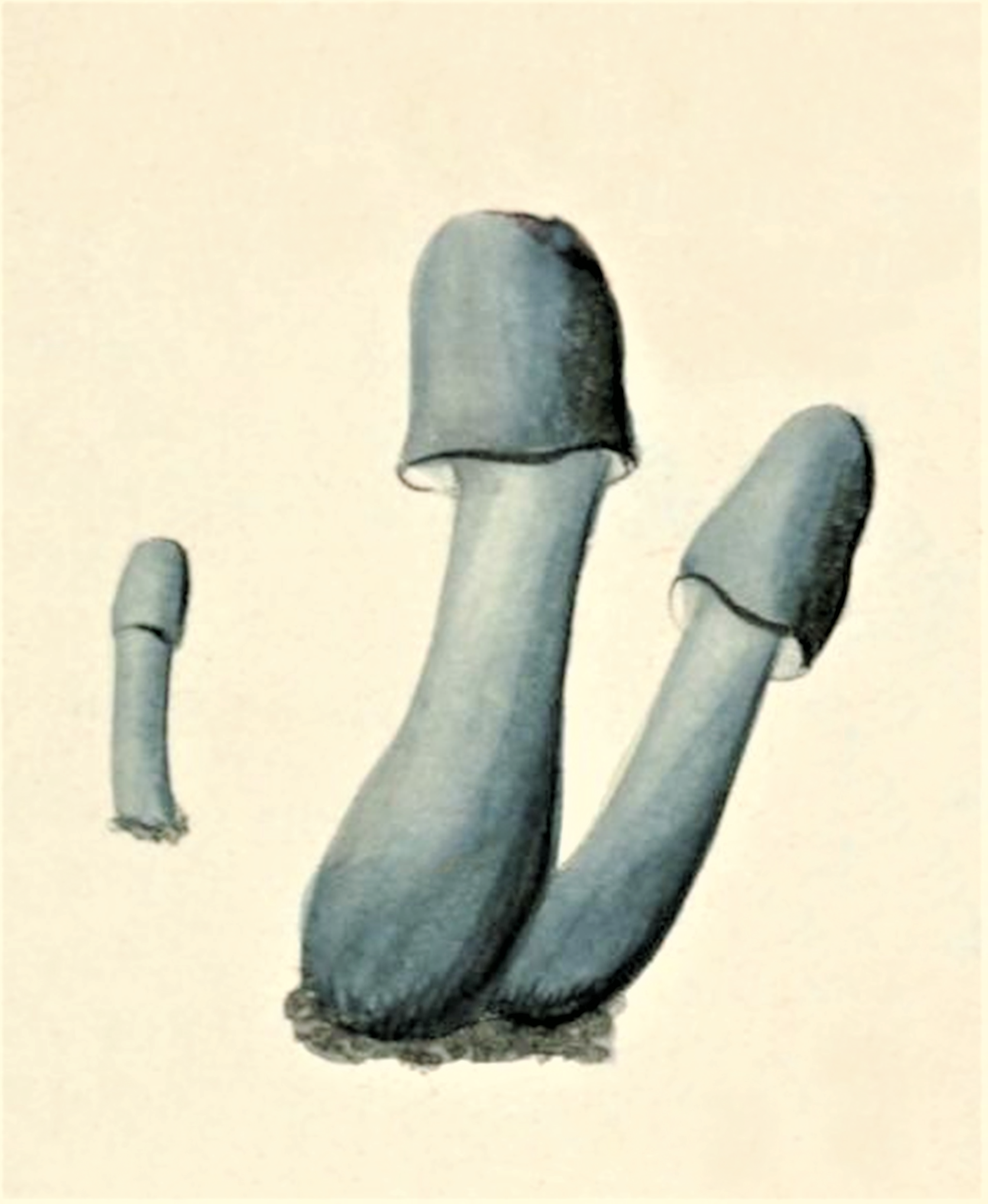
Verpa grisea
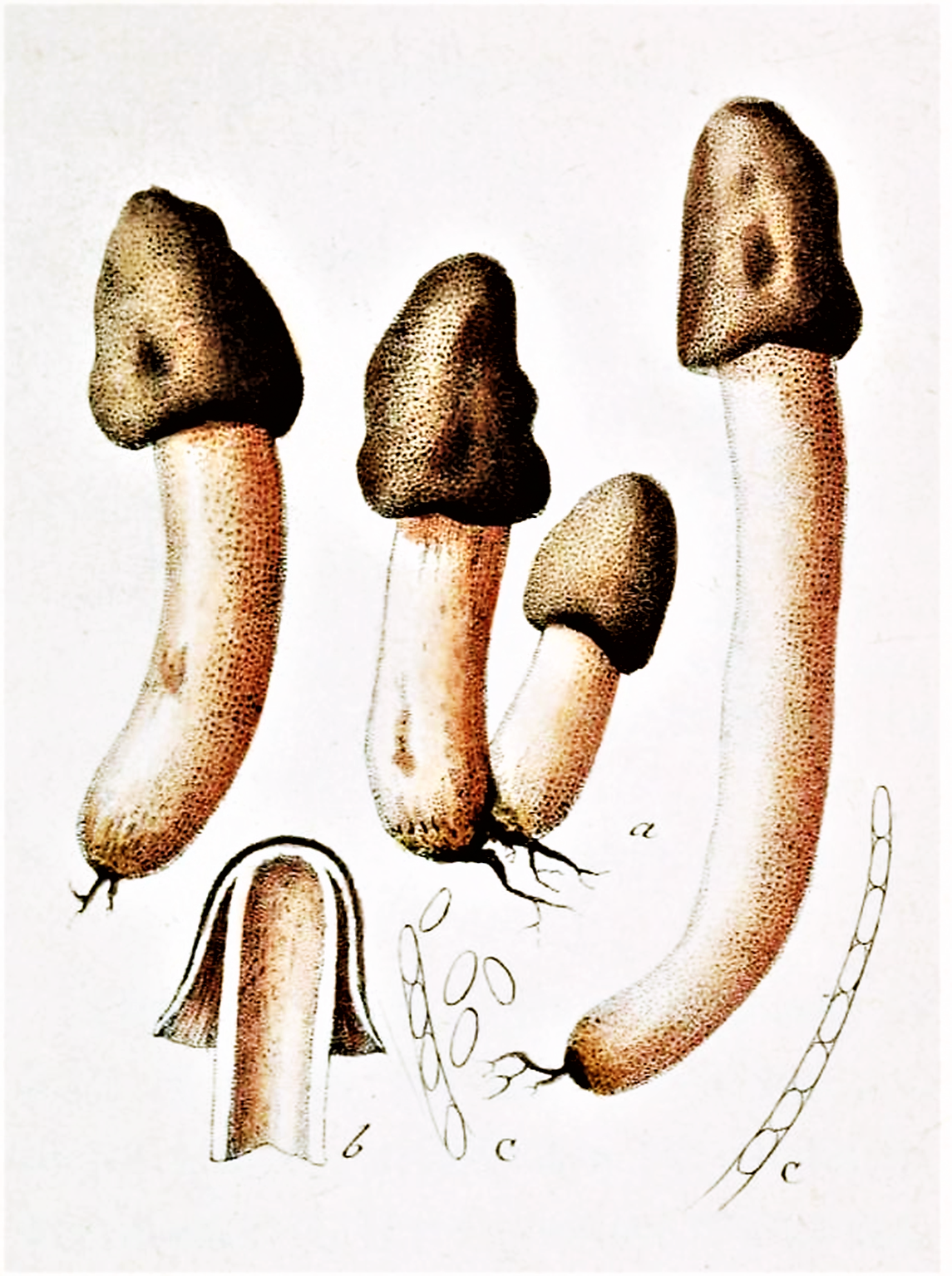
Verpa krombholzii

## Valorificare
Mai întâi trebuie menționat, că verpa pitică nu poate fi mâncată crud, pentru că este ușor otrăvitoare în această stare, conținând puțină hidrazină (care se dizolvă în timpul fierberii).
Valoarea culinară nu atinge calitatea bureților de genul Morchella. Sigur că ciupercile pot fi preparate ca zbârciogii, mai bine însă este adăugarea lor, tăiate mărunt, la ei, de exemplu într-un sos, dar de asemenea la tocane sau fripturi de carne alba (curcan, porc, pui, vițel).
Ciuperca se poate usca, dar rezultatul nu este foarte impunător.

## Bibiliografie
- Marcel Bon: “Pareys Buch der Pilze”, Editura Kosmos, Halberstadt 2012, ISBN 978-3-440-13447-4
- Bruno Cetto, volumele 1-3 (vezi la note)
- Rose Marie și Sabine Maria Dähncke: „700 Pilze in Farbfotos”, Editura AT Verlag, Aarau - Stuttgart 1979 și 1980, ISBN 3-85502-0450
- Jean-Louis Lamaison & Jean-Marie Polese: „Der große Pilzatlas“, Editura Tandem Verlag GmbH, Potsdam 2012, ISBN 978-3-8427-0483-1
- J. E. și M. Lange: „BLV Bestimmungsbuch - Pilze”, Editura BLV Verlagsgesellschaft, München, Berna Viena 1977, ISBN 3-405-11568-2
- Till E. Lohmeyer & Ute Künkele: „Pilze – bestimmen und sammeln”, Editura Parragon Books Ltd., Bath 2014, ISBN 978-1-4454-8404-4
- Meinhard Michael Moser: „Kleine Kryptogamenflora der Pilze - Partea a.: „Höhere Phycomyceten und Ascomyceten”, Editura G. Fischer, Jena 1950
- Linus Zeitlmayr: „Knaurs Pilzbuch”, Editura Droemer Knaur, München-Zürich 1976, ISBN 3-426-00312-0